# J.R. Giddens
Justin Ray Giddens, detto J.R. (Oklahoma City, 13 febbraio 1985), è un ex cestista statunitense, professionista nella NBA e in Europa.

## Carriera
Selezionato dai Boston Celtics nel draft NBA 2008 come 30ª scelta, nel novembre 2008 è stato assegnato agli Utah Flash della NBDL, senza ancora aver debuttato nella NBA. Dopo un periodo trascorso nel roster dei Boston Celtics, nel febbraio 2009 viene mandato nuovamente agli Utah Flash, senza avere ancora all'attivo una presenza nella NBA.
L'11 settembre 2012 passa ufficialmente in Italia firmando per Brescia con la quale giocherà durante la stagione regolare 28 partite con 15,4 punti e 7,2 rimbalzi di media a partita, mentre durante i playoff gioca tutte e 12 le partite collezionando 17,4 punti e 8,6 rimbalzi di media a partita.
Nell'estate 2013 dopo una breve apparizione alla NBA Summer League 2013 decide di tornare a vestire la maglia della Centrale del Latte per la stagione 2013-2014.

## Statistiche

### College
| Anno      | Squadra          | PG  | PT  | MP   | TC%  | 3P%  | TL%  | RP  | AP  | PRP | SP  | PP   |
| --------- | ---------------- | --- | --- | ---- | ---- | ---- | ---- | --- | --- | --- | --- | ---- |
| 2003-2004 | Kansas Jayhawks  | 33  | 29  | 25,9 | 47,5 | 40,7 | 66,7 | 3,6 | 0,8 | 0,7 | 0,6 | 11,3 |
| 2004-2005 | Kansas Jayhawks  | 30  | 21  | 27,7 | 40,4 | 33,7 | 68,0 | 3,8 | 1,4 | 0,8 | 0,7 | 10,1 |
| 2006-2007 | New Mexico Lobos | 26  | 22  | 30,2 | 44,1 | 30,1 | 59,0 | 6,5 | 2,3 | 0,8 | 0,5 | 15,8 |
| 2007-2008 | New Mexico Lobos | 33  | 33  | 32,2 | 51,6 | 33,3 | 58,6 | 8,8 | 3,1 | 1,4 | 1,2 | 16,3 |
| Carriera  | Carriera         | 122 | 105 | 29,0 | 46,4 | 35,0 | 60,2 | 5,7 | 1,9 | 1,0 | 0,8 | 13,3 |

### NBA

#### Regular Season
| Anno      | Squadra        | PG | PT | MP   | TC%  | 3P% | TL%  | RP  | AP  | PRP | SP  | PP  |
| --------- | -------------- | -- | -- | ---- | ---- | --- | ---- | --- | --- | --- | --- | --- |
| 2008-2009 | Boston Celtics | 6  | 0  | 1,3  | 66,7 | -   | -    | 0,5 | 0,0 | 0,2 | 0,0 | 0,7 |
| 2009-2010 | Boston Celtics | 21 | 1  | 4,7  | 42,9 | 0,0 | 50,0 | 1,0 | 0,3 | 0,2 | 0,0 | 1,1 |
| 2009-2010 | N.Y. Knicks    | 11 | 0  | 12,7 | 48,7 | 0,0 | 63,6 | 2,8 | 0,6 | 0,5 | 0,1 | 4,1 |
| Carriera  | Carriera       | 38 | 1  | 6,5  | 47,6 | 0,0 | 56,5 | 1,4 | 0,3 | 0,3 | 0,1 | 1,9 |

## Palmarès
- McDonald's All-American Game (2003)